# Список 100 найкращих українських літературних творів (за версією Українського ПЕН-клубу)
Список 100 найкращих українських літературних творів (за версією Українського ПЕН-клубу) — перший літературний список найкращих 100 творів, покликаний розповісти українцям і світу про найважливіші літературні твори, написані українською мовою. Його 2019 року уклали члени Українського осередку Міжнародного ПЕН-клубу спільно з онлайн-журналом «The Ukrainians».
Згодом, у 2021 році також було опубліковано перелік 100 знакових романів і повістей українською мовою під назвою «Від Куліша до сьогодення».

## Мета
На сайті проєкту перелічено чотири цілі поданого списку:
1. Показати повноту і різножанровість української літератури.
2. Звернути увагу українських та іноземних читачів на важливі твори, які з певних причин були забуті або малознані.
3. Спрямувати видавців, бібліотекарів та культурних менеджерів до тих творів, які мають перевидаватися, переосмислюватися і бути у фондах українських книгозбірень.
4. Спонукати вітчизняні медіа більше писати й говорити про українську літературу.

## Критерії відбору творів
Також укладачі та укладачки списку виокремили 5 критеріїв відбору творів:
1. Всі твори повинні відзначатися особливим авторським стилем, пропонувати нові ідеї та смисли, впливати на розвиток української мови та становлення України.
2. Список складається із творів українською мовою, написаних у XVIII—XXI століттях.
3. У списку представлені поезія, проза, драматургія, есеїстика й мемуари, але до нього не входять наукові видання.
4. Твір — це роман, повість, новела, оповідання, поема, а також збірки оповідань, новел чи віршів, які автор уклав як цілісний завершений твір.
5. Кожен автор представлений у списку лише одним твором.

## Канонічність в українській літературі
Укладачі та укладачки списку наголошують, що «цей список не є каноном української літератури, оскільки у ньому не представлений великий і важливий пласт давньої літератури, а також твори іншими мовами, які є важливою складовою української літератури. Окрім того, до Українського ПЕН входять автори різного віку, з різною освітою і різною залученістю в сучасний літературний процес. Тож цей список не є канонічним, а поза тим він є етапною спробою вироблення методології для укладання такого канону».
На думку укладачів та укладачок, «цей список розрахований не на філологів, літературознавців чи критиків. Його головною аудиторією є читачі, які завдяки цьому списку мають можливість усвідомити багатогранність української літератури, відкрити для себе забуті чи зневажені шкільною програмою твори, а головне — відчути радість від читання своєю мовою, про себе і про свою країну».

## Список творів
1. Андієвська Емма — «Роман про людське призначення»
2. Андрухович Софія — «Фелікс Австрія»
3. Андрухович Юрій — «Перверзія»
4. Антоненко-Давидович Борис — «Сибірські новели»
5. Антонич Богдан-Ігор — «Зелена Євангелія»
6. Багряний Іван — «Сад Гетсиманський»
7. Бажан Микола — «Карби»
8. Барка Василь — «Жовтий князь»
9. Білик Іван та Мирний Панас — «Хіба ревуть воли, як ясла повні?»
10. Білоцерківець Наталка — «Готель Централь»
11. Винниченко Володимир — «Записки кирпатого Мефістофеля»
12. Винничук Юрій — «Танґо смерті»
13. Вишня Остап — «Мисливські усмішки»
14. Вільде Ірина — «Сестри Річинські»
15. Вінграновський Микола — «Сто поезій» (збірка)
16. Вовчок Марко — «Інститутка»
17. Воробйов Микола — «Без кори»
18. Герасим'юк Василь — «Діти трепети»
19. Голобородько Василь — «Летюче віконце» (збірка)
20. Дзюба Іван — «Спогади і роздуми на фінішній прямій»
21. Довженко Олександр — «Зачарована Десна»
22. Домонтович Віктор — «Доктор Серафікус»
23. Драй-Хмара Михайло — «Проростень» (збірка)
24. Драч Іван — «Балади буднів»
25. Забужко Оксана — «Польові дослідження з українського сексу»
26. Загребельний Павло — «Диво»
27. Зеров Микола — «Камена»
28. Іваничук Роман — «Мальви»
29. Іздрик Юрко — «Воццек & воццекургія»
30. Жадан Сергій — «Ворошиловград»
31. Жиленко Ірина — «Євангеліє від ластівки»
32. Йогансен Майк — «Подорож ученого доктора Леонардо і його майбутньої коханки прекрасної Альчести у Слобожанську Швайцарію»
33. Калинець Ігор — «Пробуджена муза. Невольнича муза» (як один цілісний твір)
34. Карпенко-Карий Іван — «Безталанна»
35. Квітка-Основ'яненко Григорій — «Конотопська відьма»
36. Кисельов Леонід — «Тільки двічі живемо…»
37. Кіяновська Маріанна — «Бабин Яр. Голосами»
38. Кобилянська Ольга — «Valse mélancolique»
39. Кожелянко Василь — «Дефіляда в Москві»
40. Косач Юрій — «Еней і життя інших»
41. Костенко Ліна — «Над берегами вічної ріки»
42. Котляревський Іван — «Енеїда»
43. Коцюбинська Михайлина — «Книга споминів»
44. Коцюбинський Михайло — «Тіні забутих предків»
45. Кримський Агатангел — «Андрій Лаговський»
46. Куліш Микола — «Мина Мазайло»
47. Куліш Пантелеймон — «Чорна рада»
48. Лишега Олег — «Друже Лі Бо, брате Ду Фу»
49. Луцький Юрій — «Роки сподівань і втрат»
50. Любченко Аркадій — «Щоденник»
51. Маланюк Євген — «Книга спостережень»
52. Малкович Іван — «Все поруч»
53. Малярчук Таня — «Згори вниз»
54. Маринович Мирослав — «Всесвіт за колючим дротом»
55. Матіос Марія — «Солодка Даруся»
56. Мельничук Тарас — «Князь роси»
57. Могильний Аттила — «Київські контури» (збірка)
58. Москалець Кость — «Людина на крижині»
59. Неборак Віктор — «Літаюча голова» (збірка)
60. Нестайко Всеволод — «Тореадори з Васюківки»
61. Нечуй-Левицький Іван — «Кайдашева сім'я»
62. Олесь Олександр — «З журбою радість обнялась»
63. Ольжич Олег — «Підзамче»
64. Осьмачка Тодось — «Старший боярин»
65. Підмогильний Валер'ян — «Місто»
66. Плужник Євген — «Три збірки»
67. Плющ Леонід — «У карнавалі історії»
68. Подерв'янський Лесь — «Павлік Морозов»
69. Позаяк Юрко — «Шедеври»
70. Прохасько Тарас — «НепрОсті»
71. Рильський Максим — «Під осінніми зорями»
72. Римарук Ігор — «Діва Обида»
73. Рубчак Богдан — «Міти метаморфоз, або Пошуки доброго світу»
74. Руданський Степан — «Співомовки»
75. Рябчук Микола — «Дилема українського Фауста: громадянське суспільство і «розбудова держави»»
76. Самчук Улас — «Марія»
77. Сверстюк Євген — «Блудні сини України»
78. Свідзінський Володимир — «Медобір»
79. Світличний Іван — «У мене тільки слово»
80. Семенко Михайль — «Кобзар»
81. Сковорода Григорій — «Сад божественних пісень»
82. Скуратівський Вадим — «Історія та культура»
83. Сосюра Володимир — «Третя Рота»
84. Старицький Михайло — «За двома зайцями»
85. Стефаник Василь — «Синя книжечка»
86. Стус Василь — «Палімпсести»
87. Тичина Павло — «Сонячні кларнети»
88. Тютюнник Григір — «Три зозулі з поклоном»
89. Тютюнник Григорій — «Вир»
90. Українка Леся — «Лісова пісня»
91. Ульяненко Олесь — «Сталінка»
92. Франко Іван — «Мойсей»
93. Хвильовий Микола — «Я (Романтика)»
94. Хоткевич Гнат — «Камінна душа»
95. Чубай Грицько — «П'ятикнижжя»
96. Шевченко Тарас — «Кобзар» (збірка)
97. Шевчук Валерій — «Дім на горі»
98. Шерех-Шевельов Юрій — «Я — мене — мені (і довкруги)»
99. Шкурупій Ґео — «Двері в день»
100. Яновський Юрій — «Майстер корабля»